# Eogammarus schmidti
Eogammarus schmidti is een vlokreeftensoort uit de familie van de Anisogammaridae. De wetenschappelijke naam van de soort is voor het eerst geldig gepubliceerd in 1927 door Derzhavin.